# Кешан
Кешан (на турски: Keşan) е град административен център на община в Одринския вилает, Турция. 

## География
Разположен е в южната част на Вилает Одрин в близост до гръцко-турската граница, Егейско и Мраморно море. Районът на Кешан е предимно земеделски, но близостта до Гърция и удобното му местоположение благоприятства да се посещава от много гости и туристи.

## История
При избухването на Балканската война в 1912 година 2 души от Кешан са доброволци в Македоно-одринското опълчение.
Според статистиката на професор Любомир Милетич в 1913 година в Кешан живеят 1300 гръцки семейства.

## Население
По данни от 2007 година в града живеят 54 366 души.

## Личности
Родени в Кешан
- Алеко Трендафилов, македоно-одрински опълченец, Солунски доброволчески отряд[3]
- Георги Димитров, деец на ВМОРО, четник на Михаил Даев[4]
- Коста Янев, македоно-одрински опълченец, 3 рота на 10 Прилепска дружина[5]

Починали в Кешан
- Иван Ангелов Колибаров, български военен деец, подпоручик, загинал през Балканската война[6]